# Guin Saga
Guin Saga (グイン・サーガ, Guin Sāga) est le titre générique d'une série de nouvelles japonaise d'heroic fantasy de l'écrivaine japonaise Kaoru Kurimoto. Commencée en 1979, elle se trouve toujours en cours de publication. Initialement prévue pour 100 volumes elle a atteint, en avril 2009, le nombre de 130 ouvrages. 

## Distinctions
Elle a obtenu le prix Seiun en 2010 (meilleur roman japonais de science-fiction).

## Thèmes et aléas de l'écriture
Guin Saga raconte l'histoire d'un mystérieux guerrier à tête de léopard nommé Guin. Amnésique, la quête de sa mémoire et de son passé le mènent sur de multiples continents.
Le dessinateur japonais Yoshitaka Amano en a dessiné de nombreuses couvertures, ainsi que des illustrations.
Kentaro Miura, l'auteur de Berserk considère que Guin Saga constitue une source d'inspiration importante pour son manga.
Le décès de Kaoru Kurimoto en 2009 des suites d'une longue maladie, a sonné une dernière fois dans tous les médias, les louanges d'une auteure ayant réalisé l'exploit de passionner durant 30 ans plusieurs générations de lecteurs autour d'un univers riche et d'une histoire unique encore d'actualité aujourd'hui avec ces nouvelles adaptations plus moderne.

## Aperçu du synopsis
L'histoire est centrée autour d'un guerrier mystérieux nommé Guin, un amnésique avec un masque de léopard magiquement apposée sur sa tête. Ne se souvenant de rien sauf de son instinct de combat et du mot Aurra, il est confronté à un monde chargé de danger, d'intrigue et de magie.

## Histoire
Guin Saga raconte l'histoire d'un mystérieux guerrier nommé Guin. Amnésique, il se réveille dans la dangereuse forêt de Rood avec un masque à tête de léopard fixé magiquement sur son visage.
Il vient au secours des jumeaux héritiers du royaume de Paroh, Remus et Linda, qui sont pourchassés par l'armée de Gohra qui vient d'envahir leur pays. Malgré la puissance de Guin, ils tombent entre les mains du Comte Vanon, le seigneur qui a ordonné le massacre du royaume de Paroh et de la famille des deux jumeaux. Enfermés dans les geôles de la forteresse de Stafolos, les jumeaux se prendront d'amitié pour une jeune fille Sem, un peuple-singe originaire des landes stériles de Nociphère. Ils feront aussi la rencontre d'Isht Van, dit Le Mercenaire Rouge, ou encore l'Épée magique, un jeune mercenaire sans scrupules mais sympathique à qui un oracle a prédit que son destin serait de diriger un royaume et d'épouser la princesse de lumière, qu'il croit reconnaître en la princesse Linda.
À l'aide de celui-ci, ils s'enfuiront suivant le fleuve Kes séparant Gohra de Nociphère.
Le général Amnélys – une jeune femme de 18 ans aussi belle qu'impitoyable et fille du roi du Palais du Scorpion Doré, qui est la force de décision Mongaul – profite de cette évasion pour envahir Nociphère.
Le petit groupe devra rallier les tribus Sem et un peuple légendaire de géants, les Lagons, pour bouter les envahisseurs et venger le massacre commis par Gohra.

## Personnages
- Guin : Combattant exceptionnel à tête de léopard, Guin s'est réveillé à Nocifère, amnésique, avec le mot "Aurra" comme seul souvenir.

Il decouvre en même temps que le lecteur qu'il parle instinctivement la langue des habitants de Nocifère.
- Les jumeaux de Paroh : ils sont blonds et fins. Linda est la prophétesse de Paroh, destinée à assister son frère. Remus deviendra le roi de Paroh, il est en apparence plus sensible et moins courageux que sa sœur.

- Isht Van : Guerrier mysterieux qui accompagne Guin et les jumeaux de Paroh. Il possède une intuition extraordinaire qui l'a sorti de nombreuses situations dangereuses.

## Romans
Ils sont partiellement disponibles en France aux éditions Fleuve noir :
- Guin Saga, Tome 1 : Le masque du léopard (mai 2006)  (ISBN 2265081248)
- Guin Saga, Tome 2 : Le guerrier du désert (mai 2006)  (ISBN 2265081507)
- Guin Saga, Tome 3 : La bataille de Nociphère (février 2007)  (ISBN 2265081515)
- Guin Saga, Tome 4 : Le prisonnier des Lagons (juin 2007)  (ISBN 2265084263)
- Guin Saga, Tome 5 : Le roi des marches (octobre 2007)  (ISBN 2265084271)